# II-37
Die II-37 (bulgarisch Републикански път ІІ-37 Republikanski pat II-37, „Republikstraße II-37“) ist eine Hauptstraße (zweiter Ordnung) in Bulgarien.

## Verlauf
Die Straße zweigt in Dschurowo (bulgarisch Джурово) von der Straße I-3 (Europastraße 83) nach Südosten ab und führt zunächst an den Fluss Kleiner Iskar (Малки Искър), dem sie flussaufwärts durch Malki Iskar (Малки Искър) und Etropole (bulgarisch Етрополе) folgt. Sie überschreitet dann das Balkangebirge im Pass Slatischkija prochod (Златишкия проход) (1365 m) und setzt sich über Zarkwischte in das Tal von Slatiza (bulgarisch Златица) und Pirdop (Пирдоп) fort. In Slatiza werden die Bahnstrecke Sofia-Burgas und am südlichen Ortsrand die Fernstraße I-6 gequert. Die Straße folgt zunächst dem Fluss Slatischka nach Süden und führt dann in die Sredna-Gora-Kette bis nach Panagjurski kolonii (Панагюрски колонии) hinauf und steigt dann über 15 km nach Panagjurischte (bulgarisch Панагюрище) an der Luda Jana, einem der Quellflüsse der Mariza, ab. Sie folgt der Luda Jana flussabwärts über Bata (Бъта) und Popinzi (Попинци), wo sie das Tal der Luda Jana verlässt und sich nach Süden über Lewski (Левски) und Gelemenowo (Гелеменово) zur Kreuzung mit der Autobahn Awtomagistrala Trakija (A 1; Anschlussstelle 90, zugleich Europastraße 80) fortsetzt. Von dort führt sie nach Pasardschik (bulgarisch Пазарджик), dessen Stadtzentrum westlich umgangen wird, und kreuzt bei der Brücke über die Mariza die Fernstraße I-8. Sie führt über die Bahnlinie nach Plowdiw und durch Glawiniza (Главиница) in die westlichen Rhodopen und führt durch Radilowo (Радилово) und Peschtera (bulgarisch Пещера). Sie erreicht die Schlucht des Flusses Stara Reka (Стара река), die mit der Straße nach Batak (bulgarisch Батак) führt. Ein langer Aufstieg führt weiter an mehreren Stauseen, darunter der Talsperre Goljam Beglik, vorbei, zum Dospat-Pass (1600 m). Der folgende Abstieg führt zum Fluss Dospat und in die Stadt Dospat (bulgarisch Доспат). Die Straße führt noch 6 km weiter nach Süden bis Barutin (Барутин) und endet dort einige Kilometer vor der Grenze zu Griechenland (kein Grenzübergang).